# Ši Čjangova ponev
Ši Čjangova ponev (kitajsko 史墻盤, dobesedno  "ponev pisarja Čjanga") ali Čjangova ponev (墻盤) je starodavna kitajska bronasta posoda z napisom, opisanim kot "prvi zavestni poskus pisanja zgodovine na Kitajskem".
Plitva okrogla posoda z ročajema ima premer 47,3 cm in višino  16,2 cm. Zunanjost ponve je okrašena z mitološkimi bitji. Ponev velja za nacionalni zaklad in je bila leta 2002 uvrščena na seznam štiriinšestdesetih kulturnih relikvij, ki jim je prepovedano zapustiti Kitajsko. Posoda je shranjena v Muzeju bronaste posode v Baodžiju. 

## Zgodovina
Ši Čjangova ponev je bila ulita med vladavino kralja Džova Gonga (vladal 917/915 do 900 pr. n. št.) za Čjanga, člana klana Vej. Posoda je bila kasneje zakopana skupaj z več kot 100 drugimi posodami v lasti Čjangove družine. Odkrili so jo leta 1976 v okrožju Fufeng, Baodži, Šaanši.

## Napis
Na dnu ponve je napis z 284 pismenkami v osemnajst kolonah. Vsebina hvali prejšnje in sedanje vladarje dinastije Džov, poveličuje njihove vrline in dejanja in nato pripoveduje o zgodovini livarjeve družine, ki doseže vrhunec s samim pisarjem Čjangom. Vsebina je v nasprotju z večino napisov, ki običajno podrobno opisujejo samo neposredne dogodke.
Napis pripoveduje, kako se je kralj Ven iz Džova "pridružil deset tisoč državam", kralj Vu iz Džova "pohodil štiri četrti" in kralj Džao iz Džova "ukrotil Ču in Džing". V napisu so opisane vrline in vrhunci prvih sedmih kraljev Džova. Malo pred sredino besedila se začne opis livarjeve družine, začenši s tem, kako je bil njegov stari oče v času osvojitve Šanga s strani Džova preseljen z vzhoda v dinastijo Džov. Pripoved se dotika primernosti žrtve Čjangovega starega očeta, pa tudi kmetijski uspehov Čjangovega očeta. 
Jezik napisa je težak tako grafično kot slovarsko. Transkripcije so na voljo, vendar je večina nepopolnih zaradi omejitev pisave. Najbolj popolno obravnavo je mogoče najti v Shirakawovih Popolnih razlagah bronastih napisov.
V napisu je zavestno napačno zapisano zgodovinsko dejstvo: napis trdi, da je kralj Džova  "ukrotil Čuja in Džinga", čeprav je bil v resnici poražen in ubit.